# Divuma
Divuma, também chamada de Diongo, é uma cidade da República Democrática do Congo. Situa-se na província de Lualaba, na parte sul do país, a 1080 km a sudeste da capital Quinxassa.
A região circundante a Divuma é riquíssima em recursos minerais, tendo algumas das mais vitais minas congolesas.
Durante a Guerra Civil Angolana, Divuma comportava um dos maiores campos de refugiados angolanos no Congo-Quinxassa. A repatriação dos angolanos e a demolição do campo de refugiados deu-se em agosto de 2003.
Divuma é atravessada pelo Caminho de Ferro de Benguela, que a liga ao Dilolo, ao oeste, e; ao Casaji, ao leste. A ferrovia é vital para o escoamento mineral, da região do Kisenge, além do transporte de pessoas e alimentos para a localidade.